# Yucef Merhi
Yucef Merhi (Caracas, 8 de febrero de 1977) es un artista, poeta y programador venezolano, pionero del Arte Digital, residenciado en Nueva York.

## Vida y obra
Yucef Merhi nació en Caracas, Venezuela. Estudió en la Universidad Central de Venezuela, la New School University  y es Magíster en Telecomunicaciones Interactivas de la Universidad de Nueva York. Su carrera artística se inició a mediados de 1980. Fue el primer artista en utilizar una consola de videojuegos, el Atari 2600, en la creación y exhibición de una obra de arte (1985). Como pionero del Arte digital en Venezuela, Merhi ha producido un amplio número de trabajos que utilizan circuitos electrónicos, computadoras, videojuegos, pantallas táctiles y otros dispositivos en la presentación de sus palabras escritas. Como ejemplo destaca el Reloj Poético, una máquina que convierte el tiempo en poesía y genera a diario 86.400 poemas distintos. Las obras resultantes expanden las limitaciones del contexto tradicional de la poesía y el lenguaje, proponiendo un nuevo rol para el poeta en nuestra cultura.

## Exhibiciones
La obra de Merhi ha sido expuesta individual y colectivamente en prestigiosas instituciones de todo el mundo tales como el New Museum of Contemporary Art; Bronx Museum of the Arts; El Museo del Barrio; Eyebeam Art and Technology Center y Exit Art, todas localizadas en Nueva York; así como el Museo de Arte de Newark (New Jersey); Orange County Museum of Art (California); Los Angeles County Museum of Art (California); De Appel (Ámsterdam); Museo Michetti (Roma); Borusan Culture & Art Center (Estambul); Paço das Artes (São Paulo); Museo del Chopo (México DF); Museo de Arte Contemporáneo de Yucatán (Yucatán); Museo de Bellas Artes (Caracas); Museo de Arte Contemporáneo (Caracas); Science World British Columbia (Vancouver); entre muchos otros. También participó en las selecciones oficiales del 7.º Festival Internacional de Nuevos Filmes, Split, Croacia; la Bienal de São Paulo – Valencia, 2007; la 10.ª Bienal de Estambul y la 30.ª Bienal de Liubliana.
Su trabajo está documentado en más de 40 catálogos, enciclopedias, diccionarios, películas, libros escolares, tesis de PhD y volúmenes académicos. La obra de Merhi está representada en las colecciones del Orange County Museum of Art (California); Biblioteca del Congreso de Estados Unidos (Washington); Whitebox Art Center (Nueva York); Mednarodni Grafični Likovni Center (Liubliana); Galería de Arte Nacional (Caracas); Museo Alejandro Otero (Caracas); Museo de Arte Contemporáneo de Caracas (Caracas); Museo de Arte Valencia (Valencia); y colecciones privadas en Nueva York, Miami, Caracas, Madrid y Tel Aviv.

## Distinciones
Merhi ha sido distinguido con numerosos premios y becas, incluyendo la beca New York Foundation for the Arts en Arte Digital/Electrónico, así como diversas comisiones y residencias de instituciones como el Orange County Museum of Art, Los Angeles County Museum of Art, Bronx Museum of the Arts y Eyebeam Art and Technology Center, entre otros.